# Massarina phragmiticola
Massarina phragmiticola är en svampart som beskrevs av Poon & K.D. Hyde 1998. Massarina phragmiticola ingår i släktet Massarina och familjen Massarinaceae.   Inga underarter finns listade i Catalogue of Life.